# Liechtenstein op de Olympische Zomerspelen 1960
Liechtenstein nam deel aan de Olympische Zomerspelen 1960 in Rome, Italië. Vier jaar eerder ontbrak het land op de Spelen in Melbourne.

## Deelnemers en resultaten
(m) = mannen, (v) = vrouwen 

### Atletiek
| Olympiër     | Discipline   | Resultaat | Prestatie               |
| ------------ | ------------ | --------- | ----------------------- |
| Egon Oehri   | 800m (m)     | 43e       | serie 5: 6de in 2.00,49 |
| Egon Oehri   | 1500m (m)    | DNF       | serie 2: niet gefinisht |
| Alois Büchel | tienkamp (m) | DNF       | niet gefinisht          |

### Schietsport
| Olympiër        | Discipline                 | Resultaat | Prestatie                                                |
| --------------- | -------------------------- | --------- | -------------------------------------------------------- |
| Gustav Kaufmann | 50m geweer 3 houdingen (m) | 65e       | kwalificatie groep 2: 33ste met 507 punten (182-166-159) |
| Guido Wolf      | 50m geweer 3 houdingen (m) | 68e       | kwalificatie groep 1: 33ste met 493 punten (179-170-144) |
| Gustav Kaufmann | 50m geweer liggend (m)     | 73e       | kwalificatie groep 1: 38ste met 374 punten (94-94-91-95) |
| Guido Wolf      | 50m geweer liggend (m)     | 73e       | kwalificatie groep 2: 36ste met 374 punten (92-96-92-94) |

### Wielersport
| Olympiër   | Discipline       | Resultaat | Prestatie      |
| ---------- | ---------------- | --------- | -------------- |
| Adolf Heeb | wegwedstrijd (m) | DNF       | niet gefinisht |

Afghanistan · Argentinië · Australië · Bahama's · België · Bermuda · Birma · Brazilië · Brits-Guiana · Bulgarije · Canada · Ceylon · Chili · Colombia · Cuba · Denemarken · Duits eenheidsteam · Ethiopië · Fiji · Filipijnen · Finland · Frankrijk · Ghana · Griekenland · Groot-Brittannië · Haïti · Hongarije · Hongkong · Ierland · IJsland · India · Indonesië · Irak · Iran · Israël · Italië · Japan · Joegoslavië · Kenia · Libanon · Liberia · Liechtenstein · Luxemburg · Malakka · Malta · Marokko · Mexico · Monaco · Nederland · Nederlandse Antillen · Nieuw-Zeeland · Nigeria · Noorwegen · Oeganda · Oostenrijk · Pakistan · Panama · Peru · Polen · Portugal · Puerto Rico · Roemenië · San Marino · Singapore · Soedan · Sovjet-Unie · Spanje · Suriname · Taiwan · Thailand · Tsjecho-Slowakije · Tunesië · Turkije · Uruguay · Venezuela · Verenigde Arabische Republiek · Verenigde Staten · Vietnam · West-Indische Federatie · Zuid-Afrika · Zuid-Korea · Zuid-Rhodesië · Zweden · Zwitserland